# Großes Schauspielhaus
(Wassili Luckhardt)
Il Großes Schauspielhaus (in italiano gran teatro o teatro massimo) era un teatro di Berlino in Germania, progettato da Hans Poelzig e considerato uno dei massimi esempi di architettura espressionista. 

## Storia
Il teatro era stato commissionato dal produttore teatrale Max Reinhardt e fu realizzato fra il 1918 ed il 1919. 
Nel 1930 si tenne la prima assoluta di Al cavallino bianco di Ralph Benatzky con Otto Wallburg, Paul Hörbiger, Camilla Spira, Max Hansen e Siegfried Arno.
Nel  dopoguerra il teatro servì per la rappresentazione di spettacoli di varietà sotto il nome di Friedrichstadtpalast fino al 1988, quando finì per essere demolito dalle autorità della Repubblica Democratica Tedesca a causa del pericolo di crollo: l'evento fu documentato dal fotografo giapponese Ryuji Miyamoto.

## L'architettura
All'interno la scena si affacciava sulla platea, digradando su un'orchestra semicircolare, che per la spazialità ricordava il teatro greco classico. Lungo il perimetro dell'orchestra si dipartivano le gradinate della grande cavea, che era inframezzata da colonne che reggevano degli archi dai bordi composti da stalattiti. Nella parte superiore vi era una cupola a tronco di cono a fasce digradanti verso l'alto, con i bordi costituiti da numerose stalattiti. Il teatro conteneva 5.000 posti a sedere.